# トミー・アーロン
トミー・リー・アーロン（Tommie Lee Aaron、1939年8月5日 - 1984年8月16日）は、MLBの一塁手・外野手。アメリカ合衆国アラバマ州モービル出身。右投右打。
MLBで歴代2位となる通算755本塁打を放ったハンク・アーロンの弟。

## 経歴

### プロ入り後
1958年
5月にミルウォーキー・ブレーブス（現アトランタ・ブレーブス）に入団し、まずはマイナーリーグベースボールのノーザン・リーグでプレイを始めた。66試合に出場し、打率.274を記録した。
1959年
この年も一年を通じてノーザン・リーグでプレイした。セカンドのレギュラーの座を掴み、123試合に出場。シーズン開幕時点ではまだ19歳だったが、リーグ4位・チーム最多となる26本塁打を放ち、長打力を発揮した。一方で、守備では28失策を記録し、守備率も.961に留まった。
1960年
主にマイナーリーグのイリノイ-インディアナ-アイオワ・リーグでプレイし、ファーストのレギュラーとして137試合に出場した。打撃三部門の数字はいずれもチームトップで（打率.299・20本塁打・88打点）、このうち本塁打数の20はリーグ3位だった。
この他、クラスAに分類されるサウス・アトランティックリーグで6試合に、トリプルAに分類されるアメリカン・アソシエーションで1試合に出場した。
1961年
テキサスリーグのオースティン・セネターズでファーストの定位置を確保し、138試合に出場。いずれもチーム最高の打率.299・15本塁打・70打点を記録するなど、前年に続いて出色の数字を残した。
1962年
レギュラーシーズン開幕をMLBで迎え、4月10日の開幕戦（サンフランシスコ・ジャイアンツ戦）で、7回表に四球で出塁した5番打者ジョー・アドコックへの代走としてメジャー初出場を果たした。9回表には打席が回り、後に殿堂入りを果たす名投手フアン・マリシャルからメジャー初安打を放った。
また、1番・レフトとして先発出場した4月26日のフィラデルフィア・フィリーズ戦では、4回裏に3ランホームランを放ってメジャー初本塁打・初打点を記録すると、6回裏の第4打席ではタイムリースリーベースヒットを打ち、1試合で一挙4打点を稼いだ。この試合では第1打席でもシングルヒットを放っていたが、惜しくもサイクルヒット達成とはならなかった。
こうした活躍を受けて、6月中旬まではファーストないしレフトのスタメンで起用される機会も少なからず得たが、打率が.200をどうにか保つという苦戦が続き、7月末にかけては代走などで途中出場する試合がほとんどとなった。7月終了時点での成績は、90試合・打率.188・3本塁打・11打点だった。
8月になると一転して調子を上げ、月間打率.333を記録。この1か月だけで、それまでの数字を上回る4本塁打・14打点を記録した。これを機に再びスタメンで起用される試合が増え、9月も打率は低かったが、13打点を稼いだ。
結果、シーズンでは141試合に出場し、334打数77安打・打率.231・8本塁打・38打点という成績だった。
1963年
MLBでは、代打やファーストのスタメンなどで72試合に出場したが、打率.200・本塁打も1本に終わるなど、前年に比べて大きく数字を落とした。
一方、マイナーリーグではAAAのパシフィックコーストリーグで66試合・打率.310・10本塁打・36打点と、一定程度の成績を残した。
1964年
3年振りに、MLBでの試合出場なしに終わった。前年と同じくパシフィックコーストリーグでプレイし、主にファーストのレギュラーとして152試合に出場。チーム最多の21本塁打を放ったが、打率は.277という数字に留まった。この年は、21試合でセカンドの守備にも就いた。
1965年
4月12日、シンシナティ・レッズとの開幕戦に6番・ファーストで先発出場し、約1年半振りにMLBの試合に出場した。しかし、5月2日を最後に出番がなく、シーズンでは8試合の出場のみに終わった。マイナーリーグでも、セカンドを中心に、サードや外野もこなして114試合に出場したが、打率.284・4本塁打・36打点に留まり、あまり存在感を発揮出来ないままにシーズンを終えた。
1966年
AAAのリッチモンド・ブレーブスで110試合に出場し、成績は打率.269・11本塁打・49打点だった。守備では一塁・三塁・外野をこなし、確固たる定位置を確保することは出来なかった。
1967年
前年と同じくリッチモンド・ブレーブスで一塁・二塁・外野などを守り、119試合・打率.309・11本塁打・56打点という成績を記録した。この年はチームがリーグ優勝を飾り、アーロンはMVPに選出された。
しかし、2年連続でMLBでの試合出場はなかった。
1968年
レギュラーシーズン開幕をMLBで迎え、4月11日のセントルイス・カージナルス戦に代打で出場。約3年振りにMLBでの試合出場を果たした。シーズン序盤はレフトやファーストでスタメン起用されることも多々あり、5月13日のフィラデルフィア・フィリーズ戦でMLBで5シーズン振りに本塁打を放つなど好調を維持。5月中旬までは打率も3割台を保っていた。しかし、6月に月間打率.140と大きく調子を落とし、前半戦終了時点では45試合・打率.256・1本塁打・10打点という成績だった。
後半戦に入り、7月には7試合連続安打、1試合4打点などの活躍も見せたが、数字が大きく上向くことはなく、8月以降は途中出場の機会も増えた。
シーズンでの成績は、98試合・打率.244・1本塁打・25打点。この年は一度もマイナーリーグでプレイすることなくシーズンを全うした。
1969年
この年もMLBでのみプレイした。主に代打で起用され、49試合に出場。うちスタメンでの試合出場は8試合だけだった。前年よりも出場機会が減少したため、安打や打点の数も大幅に減らした。
10月には、この年から始まったナショナルリーグ・チャンピオンシップ・シリーズに出場。第2戦の5回裏に代打で登場したが、内野ゴロに倒れた。
このシリーズでは、アーロンの兄・ハンクが3試合連続で本塁打を放つなど気を吐いたが、“ミラクル・メッツ”と称される快進撃を見せていたニューヨーク・メッツに対してブレーブスは3連敗を喫し、ワールドシリーズ進出はならなかった。
1970年
代打など、途中出場が中心となった。前半戦唯一のスタメン出場となった4月26日のピッツバーグ・パイレーツ戦では4打数4安打・1本塁打・2打点の固め打ちを記録するなど、少ないチャンスで結果を残していたが、8月4日のヒューストン・アストロズ戦で1回表に兄のハンクを迎え入れるタイムリーヒットを放って以降は21打数連続無安打に陥り、打率が急落。この試合を最後にシーズン終了まで安打・打点ともに稼げず、レギュラーシーズンの成績は44試合・打率.206・2本塁打・7打点だった。
1971年
8月以降、MLBで25試合に出場したが、目立った活躍は出来なかった。この年は4シーズン振りにマイナーリーグでもプレイし、AAAのリッチモンド・ブレーブスで96試合に出場。主にサードをこなし、打率.318・12本塁打・54打点と結果を残した。一方で、サードの守備では15失策をマークし、守備率も.917だった。
1972年
一年を通じてリッチモンド・ブレーブスでプレイし、ファースト・サードのレギュラーとして106試合に出場した。しかし、打率.270・1本塁打・39打点に終わり、前年と比べると成績は軒並み悪化した。
1973年
AAのサザンリーグに所属するサバンナ・ブレーブスに在籍。専らファーストを務めたが、成績は105試合・打率.262・13本塁打・47打点で、AAのレベルでありながら埋没してしまう数字に終わり、この年限りで現役を引退した。
既にMVP・本塁打王を1度ずつ、首位打者・打点王を2度ずつ獲得して強打者としての地位を確立していたハンク・アーロンの弟としてMLBにデビューしたが、1年目の1962年が自己最高のシーズンだった、という現役生活となった。

### 現役引退後
現役を引退した翌年の1974年から1976年にかけてはサバンナ・ブレーブスで、1977年と1978年はリッチモンド・ブレーブスで監督を務めた。監督としての通算成績は354勝337敗・勝率.512だった。
また、1979年から、この世を去った1984年にかけてはMLBでコーチを務めるなど、引退後も球界に携わり続けた。

## 人物
前述の通り、MLBでの通算本塁打数2位（2014年終了時点）を誇るハンク・アーロンの弟。トミーがMLBでプレイした7シーズンは常にハンクとチームメイトで、1969年にはチームメイトとしてリーグチャンピオンシップシリーズに出場した初の兄弟となった。また、MLB史上、2人で最も多くのホームランを記録した兄弟でもある（合計768本）。
トミーはハンクが殿堂入りを果たした2年後の1984年8月に、白血病で死去した。
現役時代、MLBで最も多く守ったポジションはファーストだったが、外野も100試合以上こなした。外野の中では、多くの試合でレフトを務めた。マイナーリーグ時代も合わせると、セカンドやサードの経験も豊富に有していた。
また、特別に足の速い選手ではなく、MLBでの通算盗塁は9個で、マイナーリーグでも1960年に10盗塁を記録した以外は毎年盗塁数が一桁に留まっている。

## 詳細情報

### 年度別打撃成績
| 年 度    | 球 団    | 試 合 | 打 席 | 打 数 | 得 点 | 安 打 | 二 塁 打 | 三 塁 打 | 本 塁 打 | 塁 打 | 打 点 | 盗 塁 | 盗 塁 死 | 犠 打 | 犠 飛 | 四 球 | 敬 遠 | 死 球 | 三 振 | 併 殺 打 | 打 率 | 出 塁 率 | 長 打 率 | O P S |
| -------- | -------- | ----- | ----- | ----- | ----- | ----- | -------- | -------- | -------- | ----- | ----- | ----- | -------- | ----- | ----- | ----- | ----- | ----- | ----- | -------- | ----- | -------- | -------- | ----- |
| 1962     | MLN ATL  | 141   | 382   | 334   | 54    | 77    | 20       | 2        | 8        | 125   | 38    | 6     | 0        | 4     | 3     | 41    | 0     | 0     | 58    | 10       | .231  | .312     | .374     | .686  |
| 1963     | MLN ATL  | 72    | 150   | 135   | 6     | 27    | 6        | 1        | 1        | 38    | 15    | 0     | 3        | 3     | 2     | 11    | 1     | 0     | 27    | 7        | .200  | .257     | .281     | .538  |
| 1965     | MLN ATL  | 8     | 17    | 16    | 1     | 3     | 0        | 0        | 0        | 3     | 1     | 0     | 0        | 0     | 0     | 1     | 0     | 0     | 2     | 1        | .188  | .235     | .188     | .423  |
| 1968     | MLN ATL  | 98    | 308   | 283   | 21    | 69    | 10       | 3        | 1        | 88    | 25    | 3     | 4        | 2     | 1     | 21    | 1     | 0     | 37    | 9        | .244  | .295     | .311     | .606  |
| 1969     | MLN ATL  | 49    | 66    | 60    | 13    | 15    | 2        | 0        | 1        | 20    | 5     | 0     | 1        | 0     | 0     | 6     | 0     | 0     | 6     | 1        | .250  | .318     | .333     | .652  |
| 1970     | MLN ATL  | 44    | 66    | 63    | 3     | 13    | 2        | 0        | 2        | 21    | 7     | 0     | 0        | 0     | 0     | 3     | 0     | 0     | 10    | 5        | .206  | .242     | .333     | .576  |
| 1971     | MLN ATL  | 25    | 56    | 53    | 4     | 12    | 2        | 0        | 0        | 14    | 3     | 0     | 0        | 0     | 0     | 3     | 1     | 0     | 5     | 3        | .226  | .268     | .264     | .532  |
| MLB：7年 | MLB：7年 | 437   | 1045  | 944   | 102   | 216   | 42       | 6        | 13       | 309   | 94    | 9     | 8        | 9     | 6     | 86    | 3     | 0     | 145   | 36       | .229  | .292     | .327     | .619  |

- MLN(ミルウォーキー・ブレーブス)は、1966年からATL(アトランタ・ブレーブス)に球団名を変更

### 背番号
- 28 （1962年 - 1965年）
- 18 （1968年 - 1971年）
- 19 （1971年）